# Заречье (Бисковичский сельский совет)
Заречье (укр. Заріччя) — село в Бисковичской сельской общине Самборского района Львовской области Украины.
Население по переписи 2001 года составляло 670 человек. Занимает площадь 0,203 км². Почтовый индекс — 81457. Телефонный код — 3236.